# Hermann Otto Menschen
Hermann Otto Menchen (Landau, 20 de agosto de 1876 - ?) foi um arquiteto teuto-brasileiro, radicado em Porto Alegre.
Formou-se na Universidade de Munique e emigrou para o Brasil, fixando-se inicialmente em Santa Catarina.Casou com Elisa Friedrichs, irmã do escultor João Vicente Friedrichs.
Até 1907, Menchen trabalhou no escritório de Rudolph Ahrons, onde teria projetado o Palecete Chaves e o prédio da Faculdade de Direito da Universidade Federal do Rio Grande do Sul. Depois montou um escritório separado que projetou o prédio da Alfândega e ampliou o corpo central do Colégio Militar. Também projetou residências particulares, como as de Waldemar Bromberg, de Jung Brutske, de Ramiro Barcelos, de João Gonçalves do Nascimento e a casa de Jacinto Godoy, em 1907; além da igreja luterana de Sinimbu (RS).

## Galeria

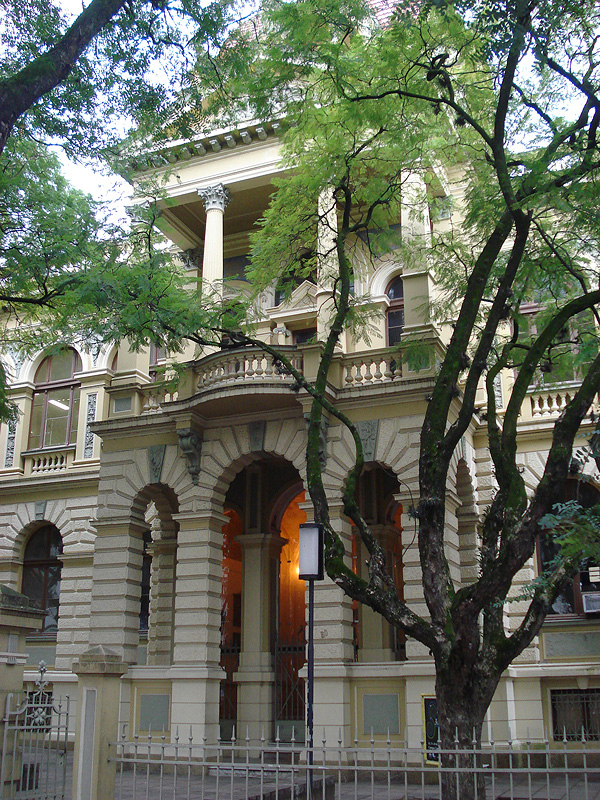
O prédio da Faculdade de Direito da UFRGS.